# Europese kampioenschappen zwemmen 1981
De Europese kampioenschappen zwemmen 1981 werden gehouden van 5 september tot en met 12 september 1981 in Split, Joegoslavië. Naast de zwemproeven werd er gestreden om titels in schoonspringen, synchroonzwemmen (dames) en waterpolo (heren).
De zwemwedstrijden voor vrouwen werden gedomineerd door de DDR, die met alle titels aan de haal ging, en in het merendeel van de proeven bovendien de eerste twee plaatsen bezette. Bij de mannen won de Sovjet-Unie de meeste titels.
De Nederlandse zwemploeg behaalde een zilveren en drie bronzen medailles bij de dames. Tien Nederlandse records werden gezwommen op de kampioenschappen. Er waren ook Nederlandse medailles in het synchroonzwemmen. Het Nederlandse waterpoloteam eindigde achtste en laatste.

## Zwemmen

### Mannen
| Afstand:           | Goud:                                                                              | Tijd         | Zilver:                                                                             | Tijd     | Brons:                                                                            | Tijd     |
| 100 m vrije slag   | Per Johansson Zweden                                                               | 50,55        | Jörg Woithe Duitse Democratische Republiek                                          | 50,81    | Sergej Krasjoek Sovjet-Unie                                                       | 50,91    |
| 200 m vrije slag   | Sergej Kopljakov Sovjet-Unie                                                       | 1.51,23      | Michael Söderlund Zweden                                                            | 1.51,62  | Thomas Lejdström Zweden                                                           | 1.52,35  |
| 400 m vrije slag   | Borut Petrič Joegoslavië                                                           | 3.51,63      | Vladimir Salnikov Sovjet-Unie                                                       | 3.51,77  | Darjan Petrič Joegoslavië                                                         | 3.53,71  |
| 1500 m vrije slag  | Vladimir Salnikov Sovjet-Unie                                                      | 15.09,17     | Borut Petrič Joegoslavië                                                            | 15.17,31 | Rafael Escalas Spanje                                                             | 15.17,93 |
| 100 m rugslag      | Sándor Wladár Hongarije                                                            | 56,72        | Vladimir Sjemetov Sovjet-Unie                                                       | 56,75    | Viktor Koeznetsov Sovjet-Unie                                                     | 56,90    |
| 200 m rugslag      | Sándor Wladár Hongarije                                                            | 2.00,80 (ER) | Vladimir Sjemetov Sovjet-Unie                                                       | 2.01,32  | Frédéric Delcourt Frankrijk                                                       | 2.03,35  |
| 100 m schoolslag   | Joeri Kis Sovjet-Unie                                                              | 1.03,44      | Arsens Miskarovs Sovjet-Unie                                                        | 1.03,63  | Gerald Mörken Bondsrepubliek Duitsland                                            | 1.03,85  |
| 200 m schoolslag   | Robertas Žulpa Sovjet-Unie                                                         | 2.16,15      | Arsens Miskarovs Sovjet-Unie                                                        | 2.18,08  | Adrian Moorhouse Verenigd Koninkrijk                                              | 2.18,14  |
| 100 m vlinderslag  | Aleksej Markovski Sovjet-Unie                                                      | 54,39        | Pär Arvidsson Zweden                                                                | 54,60    | Vadim Dombrovski Sovjet-Unie                                                      | 55,00    |
| 200 m vlinderslag  | Michael Groß Bondsrepubliek Duitsland                                              | 1.59,19 (ER) | Phil Hubble Verenigd Koninkrijk                                                     | 2.00,21  | Sergej Fesenko Sovjet-Unie                                                        | 2.00,48  |
| 200 m wisselslag   | Oleksandr Sydorenko Sovjet-Unie                                                    | 2.03,41 (ER) | Giovanni Franceschi Italië                                                          | 2.04,97  | Josef Hladký Tsjecho-Slowakije                                                    | 2.06,15  |
| 400 m wisselslag   | Sergej Fesenko Sovjet-Unie                                                         | 4.22,77      | Leszek Górski Polen                                                                 | 4.23,62  | Giovanni Franceschi Italië                                                        | 4.24,82  |
| 4x100 m vrije slag | Sovjet-Unie Vladimir Sjemetov Vladimir Salnikov Aleksandr Tsjajev Sergej Kopljakov | 3.21,48 (ER) | Zweden Per Holmertz Per Wikström Lasse Lindqvist Per Johansson                      | 3.22,48  | Bondsrepubliek Duitsland Peter Knust Wilfried Kuhlem Michael Groß Andreas Schmidt | 3.22,67  |
| 4x200 m vrije slag | Sovjet-Unie Vladimir Sjemetov Vladimir Salnikov Aleksandr Tsjajev Sergej Kopljakov | 7.24,41      | Bondsrepubliek Duitsland Michael Groß Gerald Schlupp Andreas Schmidt Frank Wennmann | 7.25,22  | Zweden Michael Söderlund Per Wikström Per-Alvar Magnusson Thomas Lejdström        | 7.27,78  |
| 4x100 m wisselslag | Sovjet-Unie Viktor Koeznetsov Joeri Kis Aleksej Markovski Sergej Krasjoek          | 3.44.23 (ER) | Zweden Bengt Baron Glen Christiansen Pär Arvidsson Per Johansson                    | 3.45,01  | Duitse Democratische Republiek Dirk Richter Sigurd Hanke Olaf Ziesche Jörg Woithe | 3.45,66  |

### Vrouwen
| Afstand:           | Goud:                                                                                 | Tijd         | Zilver:                                                                          | Tijd    | Brons:                                                                           | Tijd    |
| 100 m vrije slag   | Caren Metschuck Duitse Democratische Republiek                                        | 55,74        | Birgit Meineke Duitse Democratische Republiek                                    | 56,06   | Conny van Bentum Nederland                                                       | 56,73   |
| 200 m vrije slag   | Carmela Schmidt Duitse Democratische Republiek                                        | 2.00,27      | Birgit Meineke Duitse Democratische Republiek                                    | 2.00,57 | Conny van Bentum Nederland                                                       | 2.01,15 |
| 400 m vrije slag   | Ines Diers Duitse Democratische Republiek                                             | 4.08,58 (ER) | Carmela Schmidt Duitse Democratische Republiek                                   | 4.08,71 | Jacquelene Willmott Verenigd Koninkrijk                                          | 4.15,23 |
| 800 m vrije slag   | Carmela Schmidt Duitse Democratische Republiek                                        | 8.32,79      | Ines Diers Duitse Democratische Republiek                                        | 8.32,89 | Jacquelene Willmott Verenigd Koninkrijk                                          | 8.37,22 |
| 100 m rugslag      | Ina Kleber Duitse Democratische Republiek                                             | 1.02,81      | Cornelia Polit Duitse Democratische Republiek                                    | 1.03,12 | Carmen Bunaciu Roemenië                                                          | 1.03,34 |
| 200 m rugslag      | Cornelia Polit Duitse Democratische Republiek                                         | 2.12,55      | Jolanda de Rover Nederland                                                       | 2.15,22 | Larisa Gortsjakova Sovjet-Unie                                                   | 2.16,10 |
| 100 m schoolslag   | Ute Geweniger Duitse Democratische Republiek                                          | 1.08,60      | Suki Brownsdon Verenigd Koninkrijk                                               | 1.11,05 | Larisa Belokon Sovjet-Unie                                                       | 1.11,17 |
| 200 m schoolslag   | Ute Geweniger Duitse Democratische Republiek                                          | 2.32,41      | Larisa Belokon Sovjet-Unie                                                       | 2.33,07 | Grażyna Dziedzic Polen                                                           | 2.35,35 |
| 100 m vlinderslag  | Ute Geweniger Duitse Democratische Republiek                                          | 1.00,40      | Ines Geißler Duitse Democratische Republiek                                      | 1.00,97 | Karin Seick Bondsrepubliek Duitsland                                             | 1.01,37 |
| 200 m vlinderslag  | Ines Geißler Duitse Democratische Republiek                                           | 2.08,50 (ER) | Heike Dähne Duitse Democratische Republiek                                       | 2.09,59 | Agnieszka Czopek Polen                                                           | 2.13,57 |
| 200 m wisselslag   | Ute Geweniger Duitse Democratische Republiek                                          | 2.12,64      | Petra Schneider Duitse Democratische Republiek                                   | 2.13,49 | Olga Klevakina Sovjet-Unie                                                       | 2.19,10 |
| 400 m wisselslag   | Petra Schneider Duitse Democratische Republiek                                        | 4.39,30      | Ute Geweniger Duitse Democratische Republiek                                     | 4.45,43 | Agnieszka Czopek Polen                                                           | 4.50,75 |
| 4x100 m vrije slag | Duitse Democratische Republiek Birgit Meineke Caren Metschuck Ines Diers Susanne Link | 3.44,37      | Bondsrepubliek Duitsland Marion Aizpors Karin Seick Ute Neubert Susanne Schuster | 3.47,42 | Nederland Annemarie Verstappen Monique Drost Wilma van Velsen Conny van Bentum   | 3.49,65 |
| 4x100 m wisselslag | Duitse Democratische Republiek Ina Kleber Ute Geweniger Ines Geißler Caren Metschuck  | 4.09,72      | Sovjet-Unie Larisa Gortsjakova Larisa Belokon Natalja Pokas Natalja Stroennikova | 4.13,23 | Bondsrepubliek Duitsland Ute Neubert Andrea Schönborn Karin Seick Marion Aizpors | 4.13,42 |

## Schoonspringen

### Mannen
| Onderdeel: | Goud:                           | Zilver:                      | Brons:                                       |
| 3 m plank  | Aleksandr Portnov Sovjet-Unie   | Sergej Koezmin Sovjet-Unie   | Niki Stajković Oostenrijk                    |
| 10 m toren | David Ambartsoemjan Sovjet-Unie | Vladimir Alejnik Sovjet-Unie | Dieter Waskow Duitse Democratische Republiek |

### Vrouwen
| Onderdeel: | Goud:                                            | Zilver:                                        | Brons:                                         |
| 3 m plank  | Zjanna Tsiroelnikova Sovjet-Unie                 | Martina Jäschke Duitse Democratische Republiek | Irina Kalinina Sovjet-Unie                     |
| 10 m toren | Katrin Zipperling Duitse Democratische Republiek | Tatjana Beljakova Sovjet-Unie                  | Martina Jäschke Duitse Democratische Republiek |

## Waterpolo
| Onderdeel: | Goud:                    | Zilver:     | Brons:    |
| Mannen     | Bondsrepubliek Duitsland | Sovjet-Unie | Hongarije |

## Synchroonzwemmen
| Onderdeel:  | Goud:                                                | Zilver:                                  | Brons:                                         |
| Individueel | Carolyn Wilson Verenigd Koninkrijk                   | Alexandra Worisch Oostenrijk             | Marijke Engelen Nederland                      |
| Duet        | Carolyn Wilson Caroline Holmyard Verenigd Koninkrijk | Marijke Engelen Catrien Eijken Nederland | Alexandra Worisch Eva-Maria Edinger Oostenrijk |
| Groep       | Verenigd Koninkrijk                                  | Nederland                                | Zwitserland                                    |

## Medaillespiegel
| Plaats | Land                           | Goud | Zilver | Brons | Totaal |
| 1      | Duitse Democratische Republiek | 15   | 11     | 3     | 29     |
| 2      | Sovjet-Unie                    | 13   | 11     | 8     | 32     |
| 3      | Verenigd Koninkrijk            | 3    | 2      | 3     | 8      |
| 4      | Bondsrepubliek Duitsland       | 2    | 2      | 4     | 8      |
| 5      | Hongarije                      | 2    | 0      | 1     | 53     |
| 6      | Zweden                         | 1    | 4      | 2     | 37     |
| 7      | Joegoslavië                    | 1    | 1      | 1     | 3      |
| 8      | Nederland                      | 0    | 3      | 4     | 7      |
| 9      | Polen                          | 0    | 1      | 3     | 4      |
| 10     | Oostenrijk                     | 0    | 1      | 2     | 3      |
| 11     | Italië                         | 0    | 1      | 1     | 2      |
| 12     | Spanje                         | 0    | 0      | 1     | 1      |
| 12     | Tsjecho-Slowakije              | 0    | 0      | 1     | 1      |
| 12     | Frankrijk                      | 0    | 0      | 1     | 1      |
| 12     | Roemenië                       | 0    | 0      | 1     | 1      |
| 12     | Zwitserland                    | 0    | 0      | 1     | 1      |
| Totaal | Totaal                         | 37   | 37     | 37    | 111    |